# Bakody József (orvos)
Bakody József, névváltozat: Bakodi (Mosony, 1791. február 21. – Pest, 1845. november 2.) magyar orvos, Bakody Tivadar orvos édesapja, Bakody Árpád nagyapja.

## Élete
1820-ban Pesten szerezte orvosi diplomáját. Életének nagy részét Győrött töltötte, legnagyobb orvosi sikereit is itt érte el az 1831-32-es kolerajárvány betegeinek gyógyításával (arzénkezeléssel 223 kolerás betegéből 215-öt gyógyított meg). Saját magát két ízben is kigyógyította a kolerából homeopátiás módszer alkalmazásával. Hahnemann útmutatásainak követésén túl a betegeket egyéniségükre szabott szerekkel is kezelte. Gyógyeredményeit folyóiratokban tette közzé, amikor a szakma képviselői megállapításait kétségbe vonták, hitelesítette adatait. Azonban továbbra is hamisítással vádolták, valamint börtönbe is került ezért, ám az általa meggyógyított betegek tanúvallomásai alapján bebizonyosodott, hogy a vádak alaptalanok. Nagy népszerűségre tett szert a polgárok körében, külhoni és belföldi homeopata kollégái egyaránt kértek tőle tanácsokat. 1836-ban Pesten telepedett le, melynek köszönhetően a homeopátiás szerveződések megindultak. Meghonosította Magyarországon a homeopátiás gyógymódot. 1845-ben egy, az eredeti töménységű anyaggal végzett, halálos kinin-ópium kísérlet vetett véget életének.

## Munkái
- Dissertatio inaug. medica sistens salutare naturae et artis connubium. Budae, 1820.
- Homöopathische Heilung der Cholera zu Raab in Ungarn im J. 1831. Stein am Anger, 1832.
- Rechtfertigung des dr. Josef von Bakody in Raab. Leipzig, 1832.